# محوطه گورستان گبرها
محوطه قبرستان گبرها مربوط به سده‌های اولیه و میانه دوران‌های تاریخی پس از اسلام است و در شهرستان اسفراین، بخش مرکزی، دهستان دامنکوه، ۶۰۰ متری شمال شرقی روستای سارمران واقع شده و این اثر در تاریخ ۲ مرداد ۱۳۸۷ با شمارهٔ ثبت ۲۳۱۰۱ به‌عنوان یکی از آثار ملی ایران به ثبت رسیده است.